# Ситон (Илиноис)
Ситон (енгл. Seaton) град је у америчкој савезној држави Илиноис.

## Демографија
По попису из 2010. године број становника је 222, што је 20 (-8,3%) становника мање него 2000. године.
| Група             | 2000.       | 2010.       |
| Белци             | 235 (97,1%) | 214 (96,4%) |
| Афроамериканци    | 7 (2,9%)    | 1 (0,5%)    |
| Азијати           | 0 (0,0%)    | 0 (0,0%)    |
| Хиспаноамериканци | 0 (0,0%)    | 4 (1,8%)    |
| Укупно            | 242         | 222         |